# 석쇠

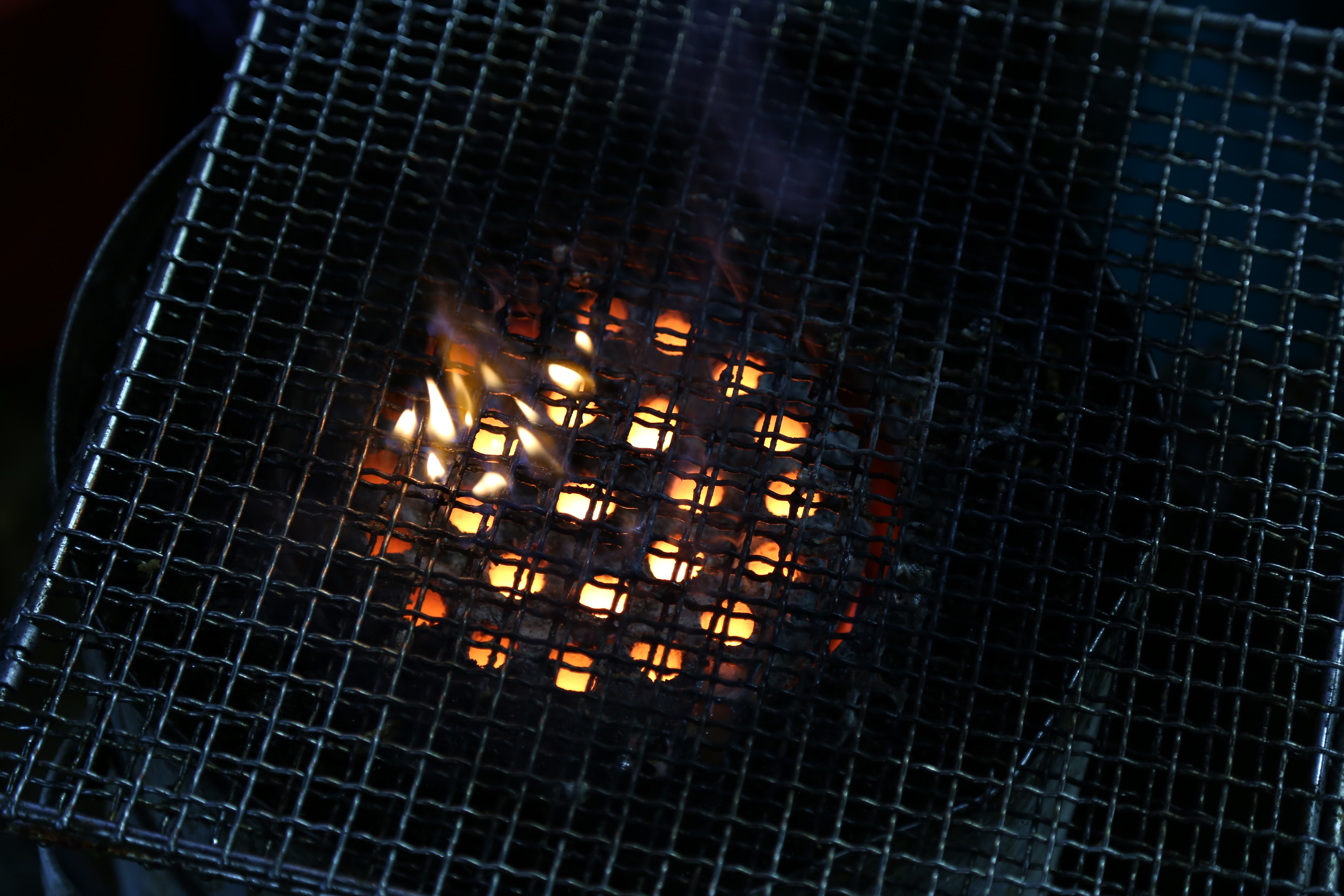
연탄불에 올린 석쇠

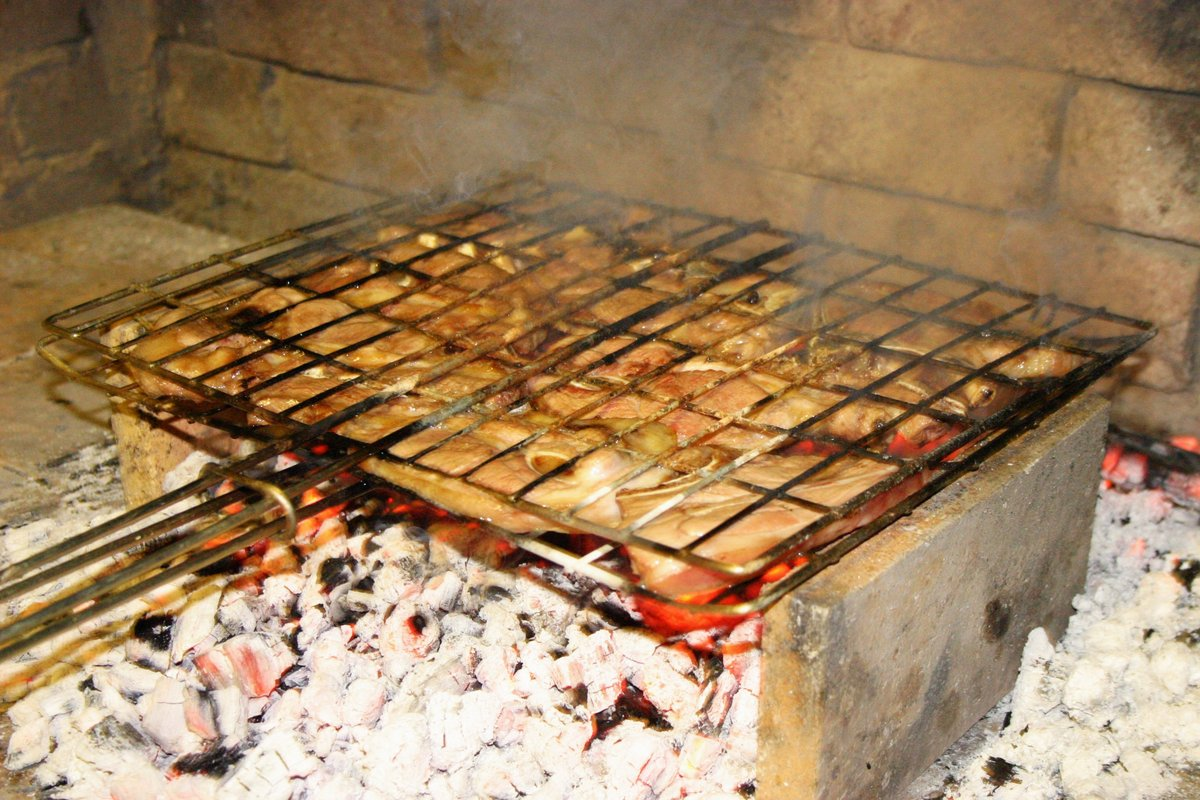
Braai(barbeque) 석쇠

석쇠는 고기나 생선, 굳은 떡 조각 등을 굽는 기구이다. 네모지거나 둥근 쇠 테두리에 철사나 구리 선 등을 잘게 그물처럼 엮어 만든다.
문헌상 석쇠가 보이는 시점은 조선중기 중종과 선조 무렵이다.

## 같이 보기
- 그릴
- 바비큐